# Лаптево (деревня, городской округ Ступино)
Лаптево — деревня в Ступинском районе Московской области России в составе городского поселения Ступино (до 2006 года входила в Староситненский сельский округ). На 2016 год в деревне три улицы. В конце XIX века в деревне существовало имение писателя и публициста Алексея Венкстерна, от которого у восточной окраины сохранились руины барского дома.
Лаптево расположено на юго-востоке района, на правом берегу реки Хочёмки, высота центра деревни над уровнем моря — 158 м. Ближайшие населённые пункты: Хочёма — примерно в 1 км на юго-запад и Зыбино — около 2,5 км на юго-восток.

## Население
| 2002 | 2006 | 2010 |
| ---- | ---- | ---- |
| 2    | ↘0   | ↗3   |